# Renzo Rossi
Renzo Rossi (Giacciano con Baruchella, 23 gennaio 1951) è un allenatore di calcio ed ex calciatore italiano.
Era soprannominato Truci.

## Carriera
In carriera ha totalizzato 73 presenze e 10 reti in Serie A con le maglie di Inter, Como, Lazio e Catanzaro, e 108 presenze e 18 reti in Serie B nelle file di Como, Catanzaro e Taranto, conquistando la promozione in A col Catanzaro nella stagione 1977-78.

## Palmarès

### Allenatore

#### Club
È stato allenatore della Vastese,  vice allenatore del Rapid Bucarest e dirigente della Pro Livorno